# Francesc Areny i Casal
Francesc Areny i Casal (28 de juny de 1959) és un antic polític i empresari hoteler andorrà que va ser Síndic General d'Andorra entre l'any 1997 i 2005. Ha estat Conseller General des de 1995 a 2005. Ha militat a Unió Liberal i al Partit Liberal d'Andorra.

## Distincions honorífiques
- Cavaller de la Creu dels Set Braços, Principat d'Andorra (2024)[2]